# Tuřice
Tuřice jsou obec v okrese Mladá Boleslav v Středočeském kraji. Leží dvacet kilometrů jihozápadně od Mladé Boleslavi. Žije zde 500 obyvatel.

## Historie
První písemná zmínka o obci pochází z roku 1194.

## Obyvatelstvo
| Rok            | 1869 | 1880 | 1890 | 1900 | 1910 | 1921 | 1930 | 1950 | 1961 | 1970 | 1980 | 1991 | 2001 | 2011 | 2021 |
| -------------- | ---- | ---- | ---- | ---- | ---- | ---- | ---- | ---- | ---- | ---- | ---- | ---- | ---- | ---- | ---- |
| Počet obyvatel | 417  | 398  | 389  | 357  | 365  | 378  | 357  | 299  | 311  | 280  | 236  | 220  | 242  | 288  | 452  |
| Počet domů     | 55   | 55   | 52   | 65   | 68   | 71   | 78   | 92   | 84   | 78   | 74   | 94   | 97   | 107  | 159  |

## Obecní správa

### Územněsprávní začlenění
Dějiny územněsprávního začleňování zahrnují období od roku 1850 do současnosti. V chronologickém přehledu je uvedena územně administrativní příslušnost obce v roce, kdy ke změně došlo:
- 1850 země česká, kraj Jičín, politický okres Nymburk, soudní okres Nové Benátky;[7]
- 1855 země česká, kraj Mladá Boleslav, soudní okres Nové Benátky;[7]
- 1868 země česká, politický okres Mladá Boleslav, soudní okres Nové Benátky;[7]
- 1937 země česká, politický okres Mladá Boleslav expozitura Nové Benátky, soudní okres Nové Benátky;[8]
- 1939 země česká, Oberlandrat Jičín, politický okres Mladá Boleslav expozitura Nové Benátky, soudní okres Nové Benátky;[9]
- 1942 země česká, Oberlandrat Praha, politický okres Brandýs nad Labem, soudní okres Nové Benátky;[10]
- 1945 země česká, správní okres Mladá Boleslav, expozitura a soudní okres Benátky nad Jizerou;[11]
- 1949 Pražský kraj, okres Mladá Boleslav;[12]
- 1960 Středočeský kraj, okres Mladá Boleslav.[13]
- k 1. lednu 1980 Středočeský kraj, okres Mladá Boleslav, obec Předměřice nad Jizerou[14]
- k 24. listopadu 1990 Středočeský kraj, okres Mladá Boleslav[14]

### Části obce
- Tuřice
- Sobětuchy

### Obecní symboly
Znak a vlajka byly obci uděleny rozhodnutím předsedy Poslanecké sněmovny Parlamentu České republiky dne 31. května 2005.

## Doprava
Obcí prochází silnice II/610 Praha – Brandýs nad Labem-Stará Boleslav – Tuřice – Benátky nad Jizerou – Mladá Boleslav – Turnov. Okolo obce vede dálnice D10 Praha – Mladá Boleslav – Turnov. Železniční trať ani stanice na území obce nejsou. Nejblíže je železniční zastávka Otradovice (jen pro osobní dopravu) ve vzdálenosti 5,5 km ležící na trati 072 v úseku mezi Lysou nad Labem a Mělníkem. Nejbližší železniční stanicí (pro veškerou dopravu) je Stará Boleslav ve vzdálenosti 8 km ležící na téže trati.
V obci měly zastávku v červnu 2011 autobusové linky jedoucí do těchto cílů: Bělá pod Bezdězem, Benátky nad Jizerou, Bezno, Brandýs nad Labem-Stará Boleslav, Mladá Boleslav, Mnichovo Hradiště, Praha.

## Osobnosti
- Josef Holec (1835–1898), lékař v Srbsku, jeden ze zakladatelů Srbské lékařské společnosti
- František Hybš (1868–1944), politik

## Galerie

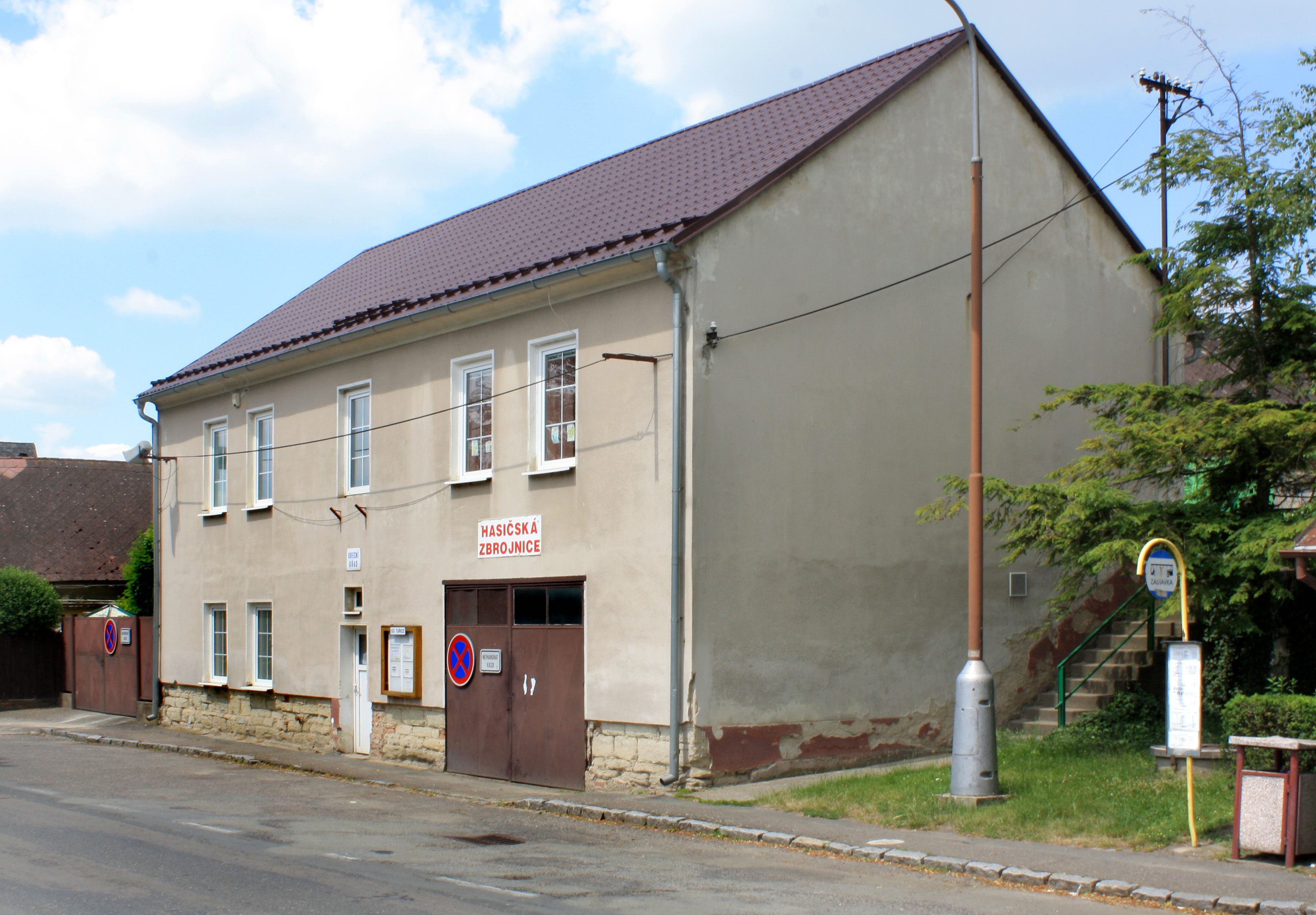
Obecní úřad
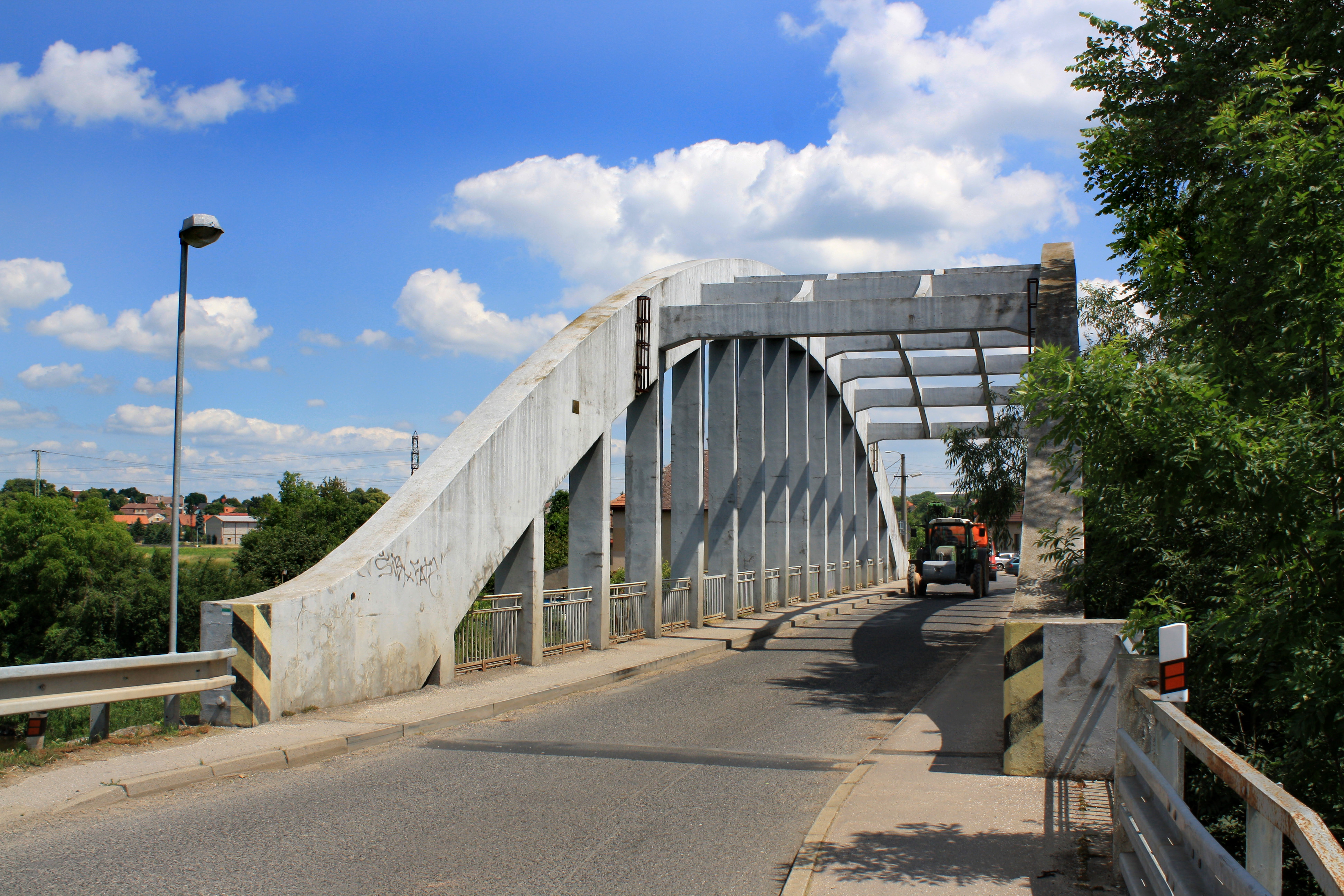
Most přes Jizeru
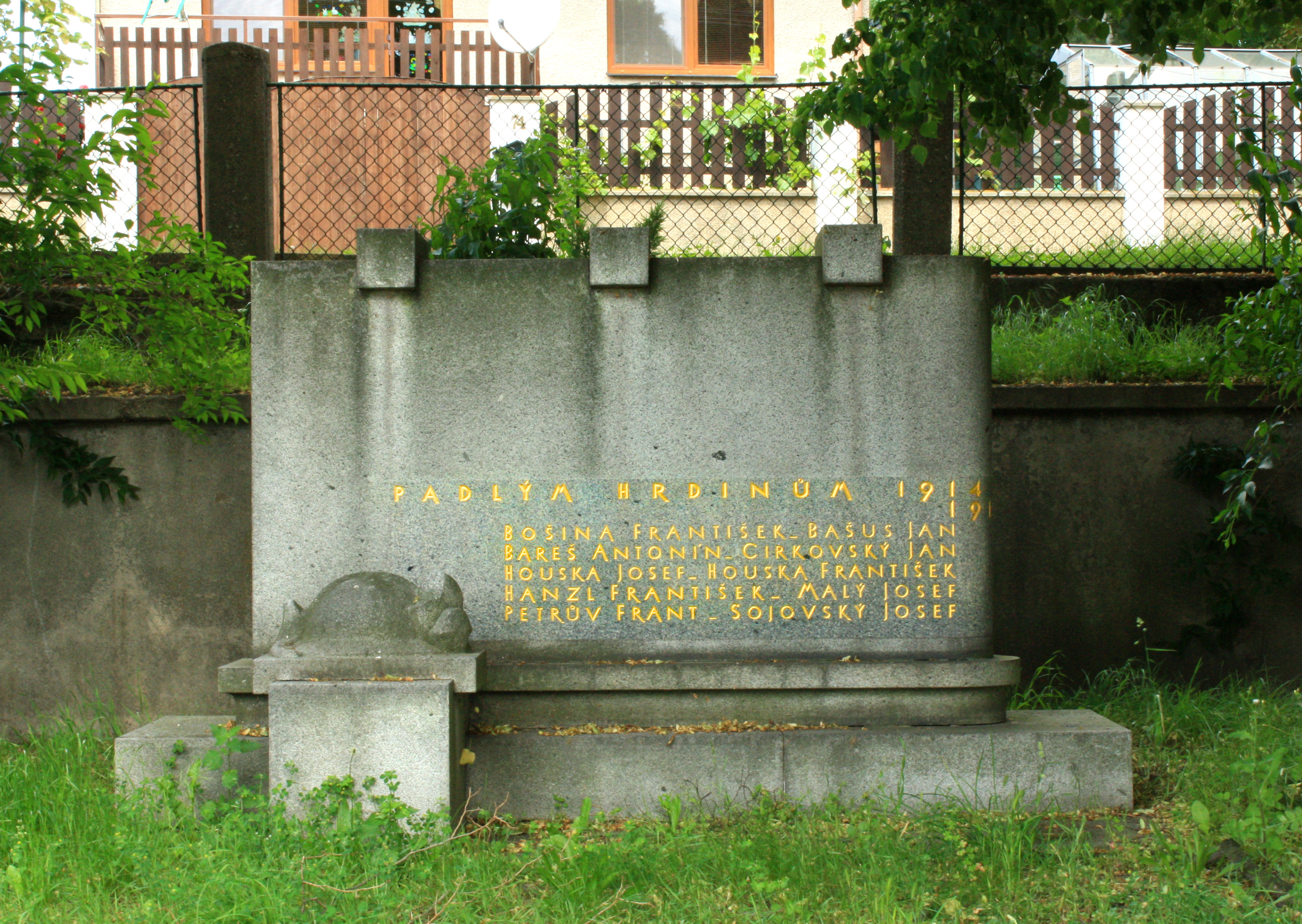
Památník obětem I. světové války
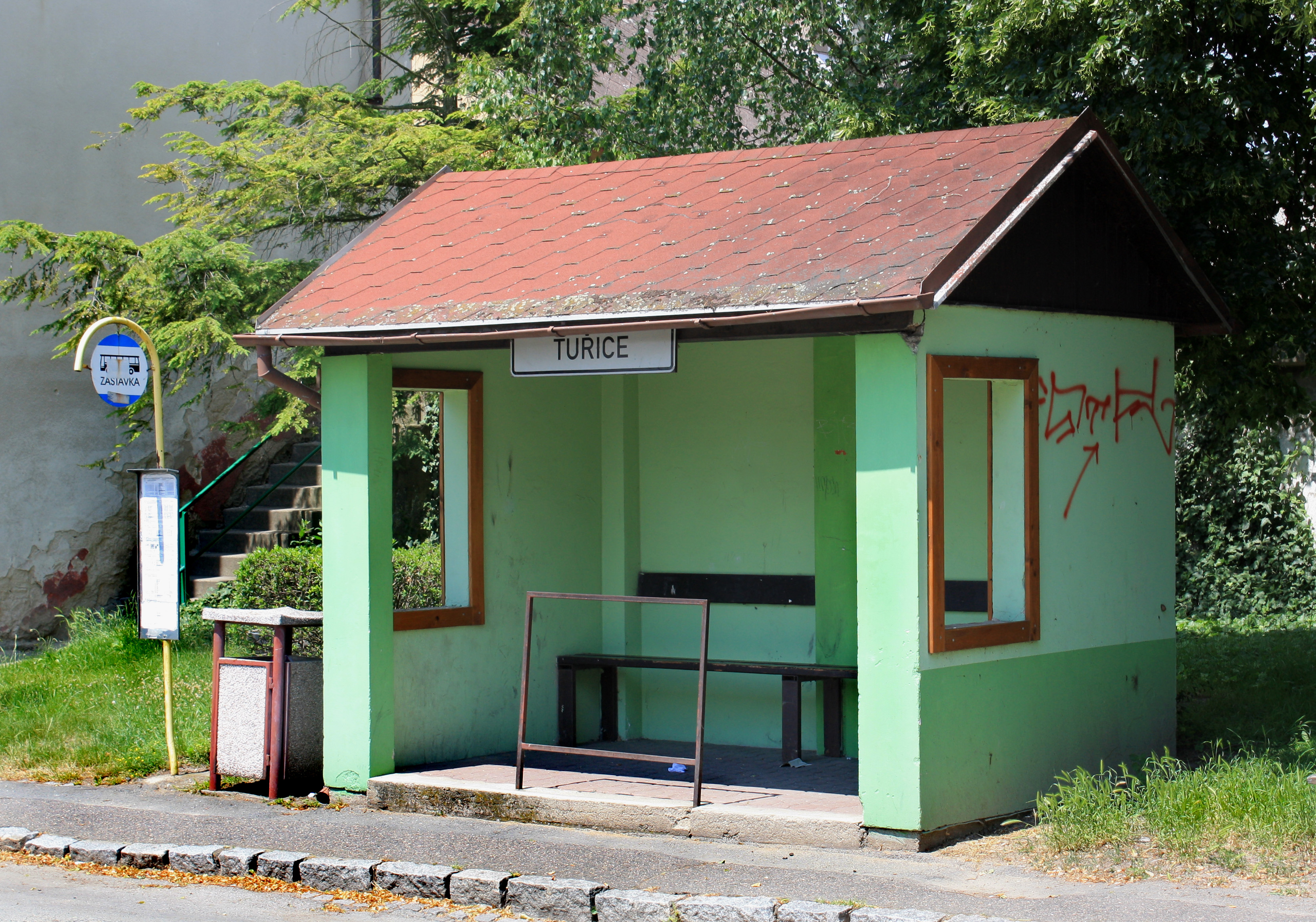
Autobusová zastávka